# Eurobasket Roma
O Eurobasket Roma, conhecido também por Leonis Roma por motivos de patrocinadores,  é um clube de basquetebol baseado em Roma, Itália que atualmente disputa a Série A2. Manda seus jogos no Palazzetto dello Sport com capacidade para 3.500 espectadores.

## Histórico de Temporadas
| Temporada | Nível | Liga     | Pos. | J     | PL  | Resultado                     |
| --------- | ----- | -------- | ---- | ----- | --- | ----------------------------- |
| 2012-13   | 5     | DNC      | 5    | 17-30 | 2-2 | PromovidoSemifinal do Grupo A |
| 2013-14   | 3     | DNB      | 5    | 18-8  | 6-4 | Finalista Grupo C             |
| 2014-15   | 3     | Serie B  | 5    | 18-8  | 6-5 | Finalista Grupo C             |
| 2015-16   | 2     | Serie B  | 1    | 25-3  | 8-1 | Promovido                     |
| 2016-17   | 2     | Serie A2 | 10   | 14-16 |     |                               |
| 2017-18   | 2     | Serie A2 | 13   | 12-18 |     |                               |
| 2018-19   | 2     | Serie A2 | 12   | 11-17 |     |                               |

fonte:eurobasket.com